# Yphthimoides jovita
Yphthimoides jovita är en fjärilsart som beskrevs av Felder 1867. Yphthimoides jovita ingår i släktet Yphthimoides och familjen praktfjärilar. Inga underarter finns listade i Catalogue of Life.